# Thiodiglycolsäure
Thiodiglycolsäure ist eine organische Verbindung. Sie besteht aus zwei Essigsäure-Gruppen, die über eine Schwefelbrücke miteinander verbunden sind.

## Gewinnung
Thiodiglycolsäure wird aus Schwefelwasserstoff und Natriumchloracetat gewonnen:
{\displaystyle \mathrm {H_{2}S+2\ ClCH_{2}CO_{2}Na\rightarrow S(CH_{2}COOH)_{2}+2\ NaCl} }

## Eigenschaften
Thiodiglycolsäure  ist ein brennbarer beiger Feststoff mit unangenehmem Geruch, der leicht löslich in Wasser ist. Ihre wässrige Lösung reagiert stark sauer.

## Verwendung
Thiodiglycolsäure wird als Nachweisreagenz für Kupfer, Blei, Quecksilber und Silber verwendet.
Die Salze der Thiodiglycolsäure heißen Thiodiglycolate und werden vielseitig genutzt.
Dibutylthioglycolat ist ein Rohstoff für die Synthese von Polythiophenen (elektrisch leitenden Polymeren). Das Di(2-Ethylhexyl)thiodiglycolat wird als Weichmacher in der Gummiproduktion eingesetzt (Vulkanol 90).

### Medizinische Bedeutung
Bei Vergiftungen mit Vinylchlorid oder bei Behandlung mit Ifosfamid kann Thiodiglycolsäure im Urin nachgewiesen und quantifiziert werden.